# اسكايين (إربد)
اسكايين منطقة سكنية تقع في لواء الكورة، محافظة إربد في الأردن. تنتمي المنطقة لقضاء الكورة (الأردن) الذي يضم 21 منطقة. يقدر عدد سكانها بـ 9 نسمة حسب التقدير الإحصائي عام 2017.

## الوصلات الخارجية
- دائرة الاحصاءات العامة